# Трібуц Володимир Пилипович
Володимир Пилипович Трі́буц (рос. Владимир Филиппович Трибуц; 15 (28) липня 1900, Санкт-Петербург — 30 серпня 1977, Москва) — радянський військово-морський діяч. Адмірал (31.05.1943) Військово-морського флоту СРСР, командувач Червонопрапорного Балтійського флоту (1939—1947). Член Центральної Ревізійної комісії ВКП(б) у 1941—1952 роках. Депутат Верховної Ради СРСР 2-го скликання. Доктор історичних наук (1972).

## Біографія
Походив із селян Мінської губернії. З 1914 року навчався у військово-фельдшерській школі в Кронштадті. Влітку 1917 року разом із маршовою ротою Волинського полку російської армії був направлений на фронт Першої світової війни. У грудні 1917 року закінчив Кронштадтську військово-фельдшерську школу.
У лютому 1918 року добровільно вступив до лав Червоної армії, воював під Нарвою проти німецьких військ. Служив у 1-му Північному летючому загоні матросів Робітничо-селянського Червоного флоту. У травні 1918 —  жовтні 1922 року — лікарський помічник, фельдшер (Астрахансько-Каспійська, Волзько-Каспійська військова флотилія, Астраханський військово-морський госпіталь, ескадрений міноносець «Діяльний», «Ленін»).
У жовтні 1922 — жовтні 1926 року — курсант Військово-морського училища імені Фрунзе.
У жовтні 1926 — вересні 1929 року — командир башти, помічник вахтового, старший вахтовий, начальник лінійного корабля «Паризька Комуна» (Морські Сили Каспійського моря).
Член ВКП(б) з 1928 року.
У вересні 1929 — квітні 1932 року — навчання на військово-морському факультеті Військово-морської академії імені Ворошилова.
У квітні 1932 — 1935 року — старший помічник, в.о. командира лінійного корабля «Марат». У 1935 — січні 1937 року — командир ескадреного міноносця «Яків Свердлов» (Морські Сили Балтійського Моря, Балтійський флот).
У січні — липні 1937 року — начальник відділу бойової підготовки штабу Балтійського флоту.
У липні 1937 — лютому 1938 року — в.о. начальника штабу Балтійського флоту. У лютому 1938 — квітні 1939 року — начальник штабу Балтійського флоту.
З квітня 1939 по березень 1946 року — командувач Балтійського флоту. 28 січня 1940 присвоєно чергове військове звання флагман 1-го рангу, 4 червня 1940 року став віцеадміралом.
У початковий період Німецько-радянської війни керував діями сил флоту, який сприяв сухопутним військам на приморських напрямках, в обороні Таллінна, Ханко, Моонзундського архіпелагу, порушував комунікації противника в Балтійському морі. Організував та очолив перехід в серпні 1941 року сил флоту з Таллінна в Кронштадт і Ленінград.
Брав активну участь в організації та здійсненні оборони Ленінграда, на всіх її етапах (1941—1943): забезпечував взаємодію з сухопутними військами в операціях, що проводилися Червоною Армією; використовував підводні сили флоту для порушення комунікацій ворога в Балтійському морі і для боротьби з важкою і надважкою артилерією супротивника, яка обстрілювала місто.
На флоті з його ініціативи були створені групи морської артилерії, які спільно з артилерією Ленінградського фронту завдавали потужних ударів по ворожих батареях. У 1943—1944 роках брав участь у розробці та проведенні операцій по прориву блокади і розгрому противника в районі Ленінграда, а також в Виборзькій, Свірсько-Петрозаводській наступальних операціях, у ході яких сприяв військам Ленінградського і Карельського фронтів вогнем кораблів і берегової артилерії, висадкою морських тактичних десантів, діями морської авіації.
У результаті мінних постановок в зоні дії Балтійського флоту ВМС Німеччини паралізували дії Балтійського флоту. Втрати, понесені в цей час флотом не були подолані до кінця війни.
Надалі керував силами флоту в десантній операції по оволодінню островами Моонзундского архіпелагу, по наданню сприяння приморським флангам в наступальних операціях в Прибалтиці, Східній Пруссії і Східній Померанії.
З березня 1946 до січня 1947 року командував Північно-Балтійський флотом, з січня по травень 1947 року — 8-м Військово-морським флотом СРСР.
У травні 1947 — червні 1948 року — заступник головнокомандувача військ Далекого Сходу із військово-морських сил. У червні 1948 року відкликаний до Москви. У вересні 1948 — січні 1949 року — начальник Управління військово-морських навчальних закладів і старший морський начальник у Ленінграді. У березні 1949 — грудні 1951 року — начальник гідрографічного управління ВМФ СРСР. У червні — вересні 1948 та січні — березні 1949 року залишався в розпорядженні головнокомандувача ВМФ.
З січня 1952 року перейшов на посаду начальника кафедри і факультету Вищої військової академії імені Ворошилова. Спочатку — начальник кафедри надводних кораблів, з серпня 1953 року —начальник кафедри тактики вищих сполук, з грудня 1953 по липень 1956 року — начальник військово-морського факультету. З липня 1956 по серпень 1957 року —начальник групи дослідження оперативно-тактичних проблем Головного штабу ВМФ. До лютого 1961 року — адмірал-інспектор інспекції ВМФ Головної інспекції МО СРСР. Після виходу у відставку в 1961 році керував сектором Всесоюзного інституту наукової і технічної інформації. Доктор історичних наук (1970 рік).

## Нагороди
- два ордени Леніна (1940, 21.02.1945)
- орден Жовтневої Революції (1970)
- чотири ордени Червоного Прапора (22.02.1943, 3.11.1944, 1944, 1948)
- два ордени Ушакова I ст. (22.07.1944, 28.06.1945)
- орден Нахімова І ст. (24.05.1945)
- орден Червоної Зірки (23.12.1935)
- Хрест Грюнвальда І ст. (Польща) (21.05.1946)
- Хрест Хоробрих (Польща) (19.12.1968)
- медалі
- іменна зброя (маузер, 1930)